# Cladocroce parenchyma
Cladocroce parenchyma är en svampdjursart som först beskrevs av William Lundbeck 1902.  Cladocroce parenchyma ingår i släktet Cladocroce och familjen Chalinidae.
Artens utbredningsområde är Island. Inga underarter finns listade i Catalogue of Life.